# Kilo-klassen
Kilo-klassen er NATO rapporteringsnavnet for en russiskbygget dieselelektrisk ubåd. Den originale version af ubåden var benævnt Projekt 877 Paltus (Pighvar) på russisk blev indført i den sovjetiske flåde i starten af 1980'erne i Stillehavs- og nordsøflåden. Der er desuden udviklet en mere avanceret version, omtalt som Projekt 636 Varshavyanka på russisk (eller forbedret Kilo) som er i stand til at medbringe SS-N-27 (Klub-S) antiskibsmissiler. Afløseren til Kilo-klassen er den nyudviklede Lada-klasse, som begyndte søprøver i 2005.
Klassen er bygget til at jage overfladeskibe, ubåde samt foretage rekognosceringsopgaver på relativt lavt vand. De originale projekt 877 både er udstyret med Rubikon MGK-400 sonarsystemet (med NATO rapporteringsnavnet Shark Gill, som inkluderer den højfrekvente minesøgningssonar MG-519 Arfa (NATO navn: Mouse Roar). De nyere projekt 636 ubåde er udstyret med det forbedrede MGK-400EM sonarsystem hvor minesonaren MG-519 Afra også er opgraderet til MG-519EM. Det forbedrede system har reduceret antallet af sonaroperatører på grund af øget automatisering.
Ubåden benytter dieselelektrisk fremdrivning med to dieselgeneratorer der driver den elektriske motor. Klassen råder over seks vandtætte afdelinger og er bygget med dobbeltskrog.
Lyddæmpende gummimåtter er placeret på skroget og dybderorene for at absorbere eventuelle sonarstråler, hvilket resulterer i en reduktion eller forvrængning af sonarstrålen, som igen resulterer i et forbedret forsvar mod detektion. Disse måtter hjælper også med at dæmpe egenstøj genereret inde i ubåden, og dermed reducerer man afstanden hvorved man kan detekteres med passiv sonar. Projekt 636, til tider omtalt som "Det sorte hul" af US Navy for dens evne til at "forsvinde" er formentligt en af de mest stille dieselelektriske ubåde i verden.

## Brugere
- Algeriet: 2 enheder (2 projekt 636 forventes operative 2009-2010)[4]
- Kina: 2 originale enheder samt 10 enheder af projekt 636-typen[1][5][6]
- Indien: 10 enheder (benævnt Sindhoghosh-klassen)[7][8]
- Polen: 1 enhed[9]
- Indonesien: 8 projekt 636 enheder bestilt i 2007 (forventes leveret 2009)[10]
- Iran: 3 enheder[11]
- Rumænien: 1 enhed
- Rusland: 16 aktive enheder (8 i reserve)[12]
- Vietnam: 2 enheder bestilt til 2010 og 6 enheder bestilt til 2011[13]